# マニラ・ガレオン
マニラ・ガレオン（またはアカプルコ・ガレオン）は、スペインの貿易船。年に1回か2回、太平洋を渡りフィリピンのマニラとヌエバ・エスパーニャ（現在のメキシコ）のアカプルコを往復した。名称はガレオン船の出港地によって変わる。積み荷の大半は中国産であったため中国船（ナオ・デ・チーナ）と呼ばれることもあった。1565年から19世紀初頭まで250年に渡り存在し、メキシコ独立戦争とナポレオン戦争によって終焉を迎えた。この貿易は「ガレオン貿易」もしくは「アカプルコ貿易」と呼ばれた。
クリストファー・コロンブスの死後60年近くが経過してから就航したが、マニラ・ガレオンは「インドの富をスペインに運ぶ」、「東に行くために西進する」というコロンブスの夢を現実のものとした。

## 概要

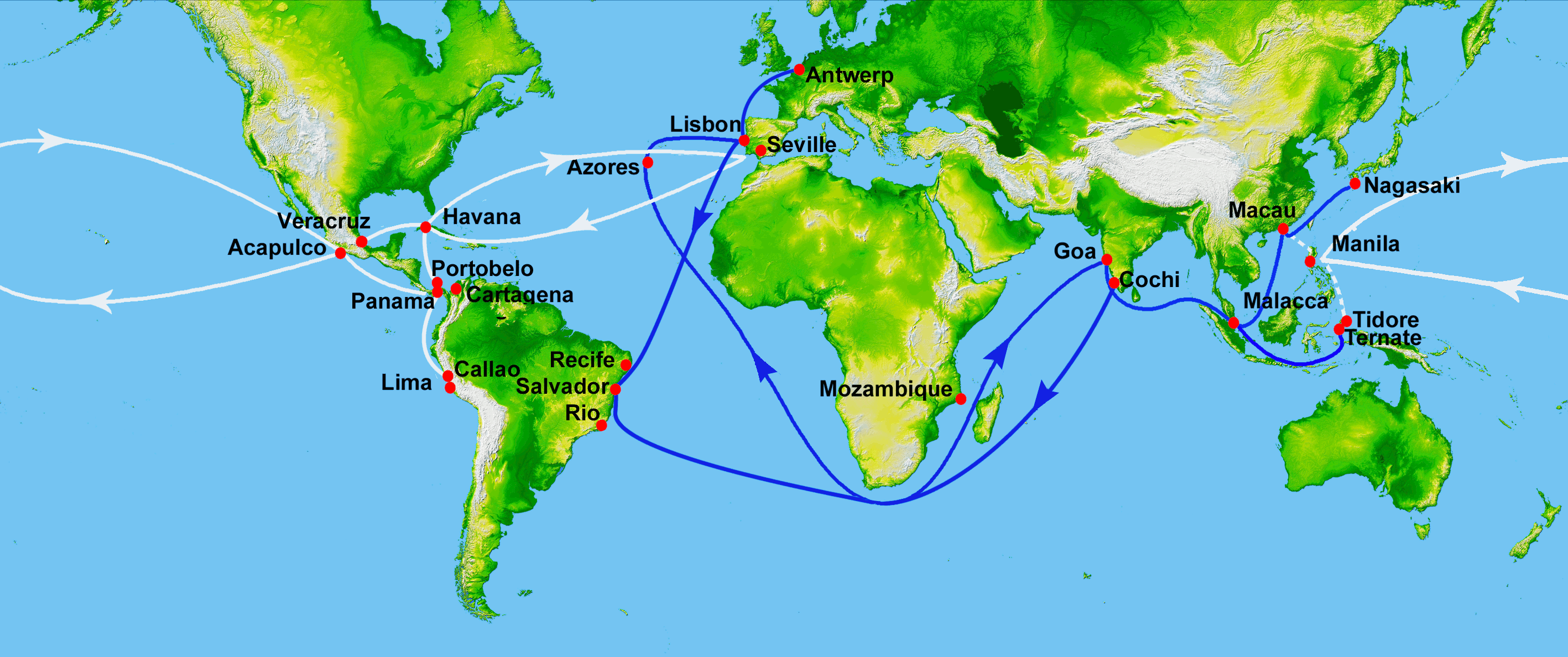
白線はマニラ・ガレオンの航路、青線はポルトガルの航路

マニラ・ガレオンの貿易は、ミゲル・ロペス・デ・レガスピ提督麾下のアンドレス・デ・ウルダネータによって創始された。フィリピン諸島への航路は、スペイン王カルロス1世の援助を受けたマゼラン艦隊によって1521年に開拓されていた。復路となるセブ島からメキシコへの航路は、ウルダネータが1565年に切り開いた。
レガスピの艦隊は、メキシコから太平洋を横断してセブ島に到達していた。レガスピは帰路を求めて艦隊を分け、その一部は南に向かった（レガスピ自身はセブ島に残り、制圧に着手、その後スペイン領フィリピンの本拠地となるマニラ建設の礎を作る）。
ウルダネータは、太平洋の貿易風が大西洋と同様に輪を描いているのではないかと考えた。大西洋では、船を風に乗せるために、ボルタ・ド・マールと呼ばれる大きな弧を描く航路が用いられていた（マデイラから、直線では北東にあるヨーロッパに戻る際に、風を捕まえるため一度西に向かう）。ウルダネータは、北に行けば東への貿易風をとらえることができ、北米西海岸に着くと考えた。ウルダネータは北緯38度まで北東に進み、そこから進路を東にとった。予想は的中し、カリフォルニアのメンドシノ岬付近にたどり着いた。そこからアカプルコへは、海岸に沿って南に進むだけで良かった。片道の航海には約4か月を要した。
アルタ・カリフォルニア探検のきっかけは、行程の最終段階における（航海で損傷しているかも知れない）マニラ・ガレオンのための寄港地探しだった。はじめはあまり顧みられなかったが、18世紀後半には数隻のマニラ・ガレオンがモントレーに寄港した。

## 人員・交通
貿易はマニラのスペイン人移民に富をもたらした。マニラ・アカプルコ・ガレオンは250年間（1565年〜1815年）で合計110隻に達した。1593年までは、両港から毎年3隻ずつ以上の船が出ていた。マニラ貿易が非常に有利になると、セビリアの商人たちは自分たちの損失をフェリペに申し立てた。1593年の法律によって、両港から年間2隻ずつの運航に制限され、また両港に1隻ずつ予備船を置くとされた。武装護衛艦を付属させることは認められた。
こうした制限から、可能な限り大きな船を建造する必要が生じた（ガレオン船は当時最大級の船だった）。16世紀、ガレオン船は平均1700〜2000トンで、フィリピンの木材で建造され、1000人の乗客を運ぶことができた。1638年に沈んだコンセプション号は全長43〜49m（140〜160フィート）で、排水量2000トンだった。ほとんどの船はフィリピンで建造され、メキシコで建造されたものは8隻にとどまった。マニラ・ガレオンは1821年のメキシコ独立で終焉を迎え、以後フィリピンはスペイン王の直接統治領となった（1800年代半ばには、蒸気船発明とスエズ運河開通によってスペインからフィリピンまでは40日で行くことができるようになり、統治は容易になった）。
難破したマニラ・ガレオンは、カリブ海に沈んだ財宝船に次ぐ伝説といえる。1568年、レガスピ所有のサン・パブロ号（300トン）がメキシコに向かう途中で難破した。マニラ・ガレオン最初の難破であった。

## 貿易品
マニラ・ガレオンは香料諸島の香辛料、中国・東南アジアの磁器、象牙、漆器、絹製品を南米に運んだ。中でも中国産の絹織物が多くの割合を占めたため、アカプルコ行きの船は「絹船」と呼ばれることもあったという。日本が1638年に鎖国するまでは、日本との貿易もあった。積荷はアカプルコからメキシコを横断し、カリブ海に面した港ベラクルスまで陸送され、そこからスペイン王国のインディアス艦隊に積み込まれスペインに至った。この航路では、インド洋を渡り喜望峰を回るという危険な行程を避けることができた。喜望峰はオランダ制海権下にあった。スペイン人は、メキシコを横断するよりも、パナマ地峡の方が遙かに陸路が短距離で済むことを知っていた。彼らはパナマ地峡に輸送路を整えようとしたが、うっそうと茂るジャングルとマラリアに阻まれた。
ヨーロッパでは中国製品が珍重されたが、中国市場は自給自足が成立していた。中国で求められた唯一のものが、サカテカスとポトシで産出するアメリカの銀（洋銀・メキシコ銀）だった。銀はアカプルコからマニラに運ばれ、マニラ行きの船を「銀船」と呼ぶこともあったという。新大陸の銀のおよそ1/3が、この航路で中国に運ばれたと考えられる。また、布教を目的とした宣教師が多く乗り込んでいた為、「ガレオン船は銀と宣教師を運んでいる」とも喩えられた。マニラから太平洋を渡ってアカプルコに着くまで、4ヶ月を要した。マニラ・ガレオンはフィリピンとメキシコ副王領の首都メキシコシティとを結ぶ連絡経路の中心だった。フィリピンのスペイン人の多くはメキシコの流れをくみ、また実際フィリピンにおけるスペイン文化はメキシコのそれに近い。メキシコ独立後も、米西戦争中を除いて、貿易は続けられた。マニラ・ガレオンは3世紀近くにわたり太平洋を行き来し、財宝、利益、文化をスペインにもたらした。